# 定山寺
定山寺（じょうざんじ）は、北海道札幌市南区定山渓温泉東3丁目にある曹洞宗の寺。山号は「大徳山」。
1866年ごろより定山渓温泉を整備して温泉宿を造営した美泉定山によって開基された。
札幌市では最古の歴史を持つ寺の一つである。付近の定山渓温泉の町と共に伝統を受け継ぎ、現在に至っている。なお、「定山寺」や定山渓温泉もある定山渓が札幌市域に含まれるのは、1961年4月以降のことである。
同寺は、定山渓の地名の由来になった美泉定山の遺品を数多く保管している。